# Dactylopsila
Смугасті кускуси або Тріок (Dactylopsila) — представник родини Тагуанових (Petauridae) підряду Кускусовиді.

## Опис
Це невеличка сумкаста тварина, яка має довжину тулуба від 17 до 32 см, хвоста — 17 до 40 см. Вуха трикутні, довгі. Має три чорно-білі смуги вдовж спини, сильно подовжений 4-й палець, дуже міцні різці. Також має перетинку для ширяння. Хутро у нього біле або темно-сіре.

## Спосіб життя
Полюбляє як гористі місцини, так й низини з хащами. Мешкає на деревах, у дуплах, де влаштовує кубло. Веде нічний спосіб життя. Харчується комахами та їх личинками, полюбляє особливо диких бджіл та мед. Dactylopsila можуть робити великі стрибки по деревах. Має секрецію, яка у разі небезпеки виділяє запах, який нагадує запах скунса.
Парування та розмноження відбувається цілий рік. За раз народжується одне дитинча, зрідка двоє.

## Розповсюдження
Dactylopsila мешкає у Квінсленді (Австралія), на о. Нова Гвінея, о. Фергусон, на островах Ару, Япен, Ваігео (Індонезія).

## Таксономія
Рід Dactylopsila (Тріок)
- Вид Dactylopsila megalura (Тріок довгохвостий)
- Вид Dactylopsila palpator (Тріок довгопалий)
- Вид Dactylopsila tatei (Тріок Тейта)
- Вид Dactylopsila trivirgata (Тріок трисмугий)
  - Підвид Dactylopsila trivirgata trivirgata
  - Підвид Dactylopsila trivirgata kataui
  - Підвид Dactylopsila trivirgata melampus
  - Підвид Dactylopsila trivirgata picata